# P-01G
ドコモ ケータイ P-01G（ドコモ ケータイ ピー ゼロ いち ジー）は、パナソニック モバイルコミュニケーションズによって開発された、NTTドコモの第3世代移動通信システム（FOMA）端末である。ドコモ ケータイの端末。
キャッチコピーは「おサイフケータイと長持ちバッテリーでさらに使いやすい、大画面防水ケータイ。」

## 概要
2013年10月に発売されたP-01Fの後継機種にあたり、P-01F同様、基本機能だけを求めるユーザーをターゲットとしている。P-01Fでは対応していなかったおサイフケータイ（Felica）に対応した他、Bluetoothはハンズフリー通話や音楽のワイヤレス再生だけでなく、Android OSのスマートフォン・タブレットやP-01G同士での画像の送受信も可能となった。P-01F同様、内蔵メモリーは620MBと大容量で、電話帳の登録件数が3000件（1件につき最大5番号・5アドレス）まで登録が可能な他、iモードメールの保存件数は約3000件、写真は約4800枚を保存することが可能となっている。またバッテリー容量が800mAhから1000mAhに増量された。なおGPSは非対応である。
デザインはP-01Fと同様のクリスタルパネル型の背面ディスプレイを採用しているほか、ワンタッチで呼び出せる「マルチワンタッチボタン」やパナソニックの代表機能「ワンプッシュオープンボタン」もそのまま継承されている。
マルチワンタッチボタンには電話発信／メール作成／電卓／アラーム／スケジュール／メモ／赤外線受信／辞典／Bookmark／バーコードリーダー／ピクチャアルバム／クイック検索／電池／Bluetoothに加え、「屋外モード」のON/OFFと登録した相手の電話帳情報がワンタッチで呼び出すことが可能となった。また端末のデザインに関しては、P-01Fにくらべ、先端部の薄型化によりスリムなフォルムとなった他、ゴールドとブラックは背面に高級感のあるヘアライン調デザインを採用している。
ディスプレイにおいては3.4インチの大型ディスプレイを引き続き採用している。受信メールの表示文字を超大サイズ（80ドット）にすることができる他、直射日光下でも「液晶AI」の技術を用いコントラストを調整し画面が見やすくなる「屋外モード」を採用している。
| 主な対応サービス                   | 主な対応サービス                                                    | 主な対応サービス                       | 主な対応サービス                                     |
| ---------------------------------- | ------------------------------------------------------------------- | -------------------------------------- | ---------------------------------------------------- |
| タッチパネル                       | FOMAハイスピード （送信2.0Mbps/受信7.2Mbps）                        | Bluetooth                              | DCMX／おサイフケータイ                               |
| iアプリオンライン／地図アプリ      | 直感ゲーム／メガiアプリ                                             | iウィジェット                          | マチキャラ／iコンシェル                              |
| ホームU／ポケットU                 | GPS／オートGPS／ケータイお探し                                      | デコメール／デコメ絵文字／デコメアニメ | iチャネル                                            |
| 着もじ                             | テレビ電話/キャラ電                                                 | ケータイデータお預かりサービス         | フルブラウザ                                         |
| おまかせロック／バイオ認証         | 外部メモリーへiモードコンテンツ移行／ユーザーデータ一括バックアップ | トルカ                                 | iC通信／iCお引越しサービス                           |
| きせかえツール／ダイレクトメニュー | バーコードリーダ／名刺リーダ                                        | 2in1                                   | エリアメール／ソフトウェアーアップデート自動更新     |
| GSM／3Gローミング（WORLD WING）    | 着うたフル／うた・ホーダイ                                          | Music&Videoチャネル／ビデオクリップ    | デジタルオーディオプレーヤー(WMA)(AAC)(SDオーディオ) |

## プリインストールiアプリ
- Mobage
- 地図アプリ
- DCMXクレジットアプリ
- iD設定アプリ
- Twitter
- Gガイド番組表リモコン
- 楽オクアプリ
- ドコモ料金案内
- リバーシ
- ハイパー四川省
- マクドナルド トクするアプリ
- モバイルSuica登録用iアプリ
- 電子マネー「nanaco」
- ゴールドポイントカード
- ビックポイント機能付きケータイ
- ANAモバイルAMCアプリ
- おサイフケータイWebプラグイン

## 歴史
- 2014年9月30日 - NTTドコモより発表・予約受付開始。
- 2014年11月7日 - 発売開始[5]。